# Метод наименьших квадратов

Пример кривой, проведённой через точки, имеющие нормально распределённое отклонение от истинного значения.

Метод наименьших квадратов (МНК) — математический метод, применяемый для решения различных задач, основанный на минимизации суммы квадратов отклонений некоторых функций от экспериментальных входных данных. Он может использоваться для «решения» переопределенных систем уравнений (когда количество уравнений превышает количество неизвестных), для поиска решения в случае обычных (не переопределенных) нелинейных систем уравнений, для аппроксимации точечных значений некоторой функции. МНК является одним из базовых методов регрессионного анализа для оценки неизвестных параметров регрессионных моделей по выборочным данным.

## История
До начала XIX в. учёные не имели определённых правил для решения системы уравнений, в которой число неизвестных меньше, чем число уравнений; до этого времени употреблялись частные приёмы, зависевшие от вида уравнений и от остроумия вычислителей, и потому разные вычислители, исходя из тех же данных наблюдений, приходили к различным выводам. Гауссу (1795) принадлежит первое применение метода, а Лежандр (1805) независимо открыл и опубликовал его под современным названием (фр. Méthode des moindres quarrés). Лаплас связал метод с теорией вероятностей, а американский математик Эдрейн (1808) рассмотрел его теоретико-вероятностные приложения. Метод распространён и усовершенствован дальнейшими изысканиями Энке, Бесселя, Ганзена и других.
Работы А. А. Маркова в начале XX века позволили включить метод наименьших квадратов в теорию оценивания математической статистики, в которой он является важной и естественной частью. Усилиями Ю. Неймана, Ф. Дэвида, А. Эйткена, С. Рао было получено множество немаловажных результатов в этой области.

## Суть метода наименьших квадратов
Пусть {\displaystyle y_{i}}, {\displaystyle i=1,...n} набор скалярных экспериментальных данных, {\displaystyle x_{i}}, {\displaystyle i=1,...n} набор векторных  экспериментальных данных и предполагается, что {\displaystyle y} зависит от  {\displaystyle x}.
Вводится некоторая (в простейшем случае линейная) скалярная функция {\displaystyle f(x,{\boldsymbol {\beta }})}, которая определяется вектором неизвестных параметров {\displaystyle \beta }.
Ставится задача найти вектор {\displaystyle \beta } такой, чтобы совокупность погрешностей {\displaystyle r_{i}=y_{i}-f(x_{i},{\boldsymbol {\beta }})} была в некотором смысле минимальной.
Согласно методу наименьших квадратов решением этой задачи является вектор {\displaystyle \beta }, который минимизирует функцию
{\displaystyle S({\boldsymbol {\beta }})=\sum _{i=1}^{n}(y_{i}-f(x_{i},{\boldsymbol {\beta }}))^{2}.}
В простейшем случае {\displaystyle f(x)=\beta }, и тогда результатом МНК будет среднее арифметическое входных данных.
Преимущество МНК перед минимизацией других видов ошибок состоит в том, что если {\displaystyle f(x,{\boldsymbol {\beta }})} дифференцируема по {\displaystyle {\boldsymbol {\beta }}}, то {\displaystyle S({\boldsymbol {\beta }})} тоже дифференцируема. Приравнивание частных производных к нулю сводит задачу к решению системы уравнений, причём если  {\displaystyle f(x,{\boldsymbol {\beta }})} зависит от {\displaystyle {\boldsymbol {\beta }}} линейно, то и система уравнений будет линейной.

### Несовместные системы линейных уравнений и метод наименьших квадратов
Дана система {\displaystyle Ax=b} (*) , где {\displaystyle A} прямоугольная матрица размера {\displaystyle m\times n,m>n}. Число уравнений больше числа неизвестных. Система несовместна. Однако, систему (*) можно разрешить посредством нахождения вектора {\displaystyle Ax}: {\displaystyle (Ax-b)^{T}(Ax-b)\rightarrow \min _{x}}. Решение задачи приводит к разрешению системы: {\displaystyle A^{T}Ax=A^{T}b\Rightarrow x=(A^{T}A)^{-1}A^{T}b}.
Используя оператор псевдоинверсии, решение можно переписать так:
{\displaystyle x=A^{+}b},
где {\displaystyle A^{+}} — псевдообратная матрица для {\displaystyle A}.
Эту задачу также можно «решить», используя так называемый взвешенный МНК (см. ниже), когда разные уравнения системы получают разный вес из теоретических соображений.
Строгое обоснование и установление границ содержательной применимости метода даны А. А. Марковым и А. Н. Колмогоровым.

## МНК в регрессионном анализе (аппроксимация данных)
Пусть имеется {\displaystyle n} значений некоторой переменной {\displaystyle y} (это могут быть результаты наблюдений, экспериментов и т. д.) и соответствующих переменных {\displaystyle x}. Задача заключается в том, чтобы взаимосвязь между {\displaystyle y} и {\displaystyle x} аппроксимировать некоторой функцией {\displaystyle f(x,b)}, известной с точностью до некоторых неизвестных параметров {\displaystyle b}, то есть фактически найти наилучшие значения параметров {\displaystyle b}, максимально приближающие значения {\displaystyle f(x,b)} к фактическим значениям {\displaystyle y}. Фактически это сводится к случаю «решения» переопределенной системы уравнений относительно {\displaystyle b}:
{\displaystyle f(x_{t},b)=y_{t},t=1,\ldots ,n}.
В регрессионном анализе и в частности в эконометрике используются вероятностные модели зависимости между переменными
{\displaystyle y_{t}=f(x_{t},b)+\varepsilon _{t}},
где {\displaystyle \varepsilon _{t}} — так называемые случайные ошибки модели.
Соответственно, отклонения наблюдаемых значений {\displaystyle y} от модельных {\displaystyle f(x,b)} предполагается уже в самой модели. Сущность МНК (обычного, классического) заключается в том, чтобы найти такие параметры {\displaystyle b}, при которых сумма квадратов отклонений (ошибок, для регрессионных моделей их часто называют остатками регрессии) {\displaystyle e_{t}} будет минимальной:
{\displaystyle {\hat {b}}_{OLS}=\arg \min _{b}RSS(b)},
где {\displaystyle RSS} — англ. Residual Sum of Squares определяется как:
{\displaystyle RSS(b)=e^{T}e=\sum _{t=1}^{n}e_{t}^{2}=\sum _{t=1}^{n}(y_{t}-f(x_{t},b))^{2}}.
В общем случае решение этой задачи может осуществляться численными методами оптимизации (минимизации). В этом случае говорят о нелинейном МНК (NLS или NLLS — англ. Non-Linear Least Squares). Во многих случаях можно получить аналитическое решение. Для решения задачи минимизации необходимо найти стационарные точки функции {\displaystyle RSS(b)}, продифференцировав её по неизвестным параметрам {\displaystyle b}, приравняв производные к нулю и решив полученную систему уравнений:
{\displaystyle \sum _{t=1}^{n}(y_{t}-f(x_{t},b)){\frac {\partial f(x_{t},b)}{\partial b}}=0}.

### МНК в случае линейной регрессии
Пусть регрессионная зависимость является линейной:
{\displaystyle y_{t}=\sum _{j=1}^{k}b_{j}x_{tj}+\varepsilon =x_{t}^{T}b+\varepsilon _{t}}.
Пусть y — вектор-столбец наблюдений объясняемой переменной, а {\displaystyle X} — это {\displaystyle ({n\times k})}-матрица наблюдений факторов (строки матрицы — векторы значений факторов в данном наблюдении, по столбцам — вектор значений данного фактора во всех наблюдениях). Матричное представление линейной модели имеет вид:
{\displaystyle y=Xb+\varepsilon }.
Тогда вектор оценок объясняемой переменной и вектор остатков регрессии будут равны
{\displaystyle {\hat {y}}=Xb,\quad e=y-{\hat {y}}=y-Xb}.
соответственно сумма квадратов остатков регрессии будет равна
{\displaystyle RSS=e^{T}e=(y-Xb)^{T}(y-Xb)}.
Дифференцируя эту функцию по вектору параметров {\displaystyle b} и, приравняв производные к нулю, получим систему уравнений (в матричной форме):
{\displaystyle (X^{T}X)b=X^{T}y}.
В расшифрованной матричной форме эта система уравнений выглядит следующим образом:
{\displaystyle {\begin{pmatrix}\sum x_{t1}^{2}&\sum x_{t1}x_{t2}&\sum x_{t1}x_{t3}&\ldots &\sum x_{t1}x_{tk}\\\sum x_{t2}x_{t1}&\sum x_{t2}^{2}&\sum x_{t2}x_{t3}&\ldots &\sum x_{t2}x_{tk}\\\sum x_{t3}x_{t1}&\sum x_{t3}x_{t2}&\sum x_{t3}^{2}&\ldots &\sum x_{t3}x_{tk}\\\vdots &\vdots &\vdots &\ddots &\vdots \\\sum x_{tk}x_{t1}&\sum x_{tk}x_{t2}&\sum x_{tk}x_{t3}&\ldots &\sum x_{tk}^{2}\\\end{pmatrix}}{\begin{pmatrix}b_{1}\\b_{2}\\b_{3}\\\vdots \\b_{k}\\\end{pmatrix}}={\begin{pmatrix}\sum x_{t1}y_{t}\\\sum x_{t2}y_{t}\\\sum x_{t3}y_{t}\\\vdots \\\sum x_{tk}y_{t}\\\end{pmatrix}},}
где все суммы берутся по всем допустимым значениям {\displaystyle t}.
Если в модель включена константа (как обычно), то {\displaystyle x_{t1}=1} при всех {\displaystyle t}, поэтому в левом верхнем углу матрицы системы уравнений находится количество наблюдений {\displaystyle n}, а в остальных элементах первой строки и первого столбца — просто суммы значений переменных: {\displaystyle \sum x_{tj}} и первый элемент правой части системы — {\displaystyle \sum y_{t}}.
Решение этой системы уравнений и дает общую формулу МНК-оценок для линейной модели:
{\displaystyle {\hat {b}}_{OLS}=(X^{T}X)^{-1}X^{T}y=\left({\frac {1}{n}}X^{T}X\right)^{-1}{\frac {1}{n}}X^{T}y=V_{x}^{-1}C_{xy}}.
Для аналитических целей оказывается полезным последнее представление этой формулы (в системе уравнений при делении на n вместо сумм фигурируют средние арифметические). Если в регрессионной модели данные центрированы, то в этом представлении первая матрица имеет смысл выборочной ковариационной матрицы факторов, а вторая — вектор ковариаций факторов с зависимой переменной. Если кроме того данные ещё и нормированы на СКО (то есть в конечном итоге стандартизированы), то первая матрица имеет смысл выборочной корреляционной матрицы факторов, второй вектор — вектора выборочных корреляций факторов с зависимой переменной.
Немаловажное свойство МНК-оценок для моделей с константой — линия построенной регрессии проходит через центр тяжести выборочных данных, то есть выполняется равенство:
{\displaystyle {\bar {y}}={\hat {b_{1}}}+\sum _{j=2}^{k}{\hat {b}}_{j}{\bar {x}}_{j}}.
В частности, в крайнем случае, когда единственным регрессором является константа, получаем, что МНК-оценка единственного параметра (собственно константы) равна среднему значению объясняемой переменной. То есть среднее арифметическое, известное своими хорошими свойствами из законов больших чисел, также является МНК-оценкой — удовлетворяет критерию минимума суммы квадратов отклонений от неё.

#### Простейшие частные случаи
В случае парной линейной регрессии {\displaystyle y_{t}=a+bx_{t}+\varepsilon _{t}}, когда оценивается линейная зависимость одной переменной от другой, формулы расчёта упрощаются (можно обойтись без матричной алгебры). Система уравнений имеет вид:
{\displaystyle {\begin{pmatrix}n&\sum _{t=1}^{n}x_{t}\\\sum _{t=1}^{n}x_{t}&\sum _{t=1}^{n}x_{t}^{2}\\\end{pmatrix}}{\begin{pmatrix}a\\b\\\end{pmatrix}}={\begin{pmatrix}\sum _{t=1}^{n}y_{t}\\\sum _{t=1}^{n}x_{t}y_{t}\\\end{pmatrix}}}.
Отсюда несложно найти оценки коэффициентов:
{\displaystyle {\begin{cases}{\hat {b}}={\frac {n\sum _{t=1}^{n}x_{t}y_{t}-\left(\sum _{t=1}^{n}x_{t}\right)\left(\sum _{t=1}^{n}y_{t}\right)}{n\sum _{t=1}^{n}x_{t}^{2}-\left(\sum _{t=1}^{n}x_{t}\right)^{2}}},\\{\hat {a}}={\frac {\sum _{t=1}^{n}y_{t}-{\hat {b}}\sum _{t=1}^{n}x_{t}}{n}}.\end{cases}}}
Несмотря на то, что в общем случае модели с константой предпочтительней, в некоторых случаях из теоретических соображений известно, что константа {\displaystyle a} должна быть равна нулю. Например, в физике зависимость между напряжением и силой тока имеет вид {\displaystyle U=I\cdot R}; замеряя напряжение и силу тока, необходимо оценить сопротивление. В таком случае речь идёт о модели {\displaystyle y=bx}. В этом случае вместо системы уравнений имеем единственное уравнение
{\displaystyle \left(\sum x_{t}^{2}\right)b=\sum x_{t}y_{t}}.
Следовательно, формула оценки единственного коэффициента имеет вид
{\displaystyle {\hat {b}}={\frac {\sum _{t=1}^{n}x_{t}y_{t}}{\sum _{t=1}^{n}x_{t}^{2}}}}.

### Случай полиномиальной модели
Если данные аппроксимируются полиномиальной функцией регрессии одной переменной {\displaystyle f(x)=b_{0}+\sum \limits _{i=1}^{k}b_{i}x^{i}}, то, воспринимая степени {\displaystyle x^{i}} как независимые факторы для каждого {\displaystyle i} можно оценить параметры модели исходя из общей формулы оценки параметров линейной модели. Для этого в общей формуле достаточно учесть, что при такой интерпретации {\displaystyle x_{ti}x_{tj}=x_{t}^{i}x_{t}^{j}=x_{t}^{i+j}} и {\displaystyle x_{tj}y_{t}=x_{t}^{j}y_{t}}. Следовательно, матричные уравнения в данном случае примут вид:
{\displaystyle {\begin{pmatrix}n&\sum \limits _{n}x_{t}&\ldots &\sum \limits _{n}x_{t}^{k}\\\sum \limits _{n}x_{t}&\sum \limits _{n}x_{t}^{2}&\ldots &\sum \limits _{n}x_{t}^{k+1}\\\vdots &\vdots &\ddots &\vdots \\\sum \limits _{n}x_{t}^{k}&\sum \limits _{n}x_{t}^{k+1}&\ldots &\sum \limits _{n}x_{t}^{2k}\end{pmatrix}}{\begin{bmatrix}b_{0}\\b_{1}\\\vdots \\b_{k}\end{bmatrix}}={\begin{bmatrix}\sum \limits _{n}y_{t}\\\sum \limits _{n}x_{t}y_{t}\\\vdots \\\sum \limits _{n}x_{t}^{k}y_{t}\end{bmatrix}}.}

## Статистические свойства МНК-оценок
В первую очередь отметим, что для линейных моделей МНК-оценки являются линейными оценками, как это следует из вышеприведённой формулы. Для несмещённости МНК-оценок необходимо и достаточно выполнения важнейшего условия регрессионного анализа: условное по факторам математическое ожидание случайной ошибки должно быть равно нулю. Данное условие, в частности, выполнено, если
1. математическое ожидание случайных ошибок равно нулю и
2. факторы и случайные ошибки — независимые случайные величины.

Первое условие для моделей с константой можно считать выполненным всегда, так как константа берёт на себя ненулевое математическое ожидание ошибок (поэтому модели с константой в общем случае предпочтительнее).
Второе условие — условие экзогенности факторов — принципиальное. Если это свойство не выполнено, то можно считать, что практически любые оценки будут крайне неудовлетворительными: они не будут даже состоятельными (то есть даже очень большой объём данных не позволяет в этом случае получить качественные оценки). В классическом случае делается более сильное предположение о детерминированности факторов, в отличие от случайной ошибки, что автоматически означает выполнение условия экзогенности. В общем случае для состоятельности оценок достаточно выполнения условия экзогенности вместе со сходимостью матрицы {\displaystyle V_{x}} к некоторой невырожденной матрице при увеличении объёма выборки до бесконечности.
Для того, чтобы кроме состоятельности и несмещённости, оценки (обычного) МНК были ещё и эффективными (наилучшими в классе линейных несмещённых оценок), необходимо выполнение дополнительных свойств случайной ошибки:
- Постоянная (одинаковая) дисперсия случайных ошибок во всех наблюдениях (отсутствие гетероскедастичности): {\displaystyle V(\varepsilon _{t})=\sigma ^{2}=const}.

- Отсутствие корреляции (автокорреляции) случайных ошибок в разных наблюдениях между собой {\displaystyle cov(\varepsilon _{i},\varepsilon _{j})=0\quad \forall 1\leq i<j\leq n}.

Данные предположения можно сформулировать для ковариационной матрицы вектора случайных ошибок {\displaystyle V(\varepsilon )=\sigma ^{2}I}.
Линейная модель, удовлетворяющая таким условиям, называется классической. МНК-оценки для классической линейной регрессии являются несмещёнными, состоятельными и наиболее эффективными оценками в классе всех линейных несмещённых оценок (в англоязычной литературе иногда употребляют аббревиатуру BLUE (Best Linear Unbiased Estimator) — наилучшая линейная несмещённая оценка; в отечественной литературе чаще приводится теорема Гаусса — Маркова). Как нетрудно показать, ковариационная матрица вектора оценок коэффициентов будет равна:
{\displaystyle V({\hat {b}}_{OLS})=\sigma ^{2}(X^{T}X)^{-1}}.
Эффективность означает, что эта ковариационная матрица является «минимальной» (любая линейная комбинация оценок коэффициентов, и в частности сами оценки коэффициентов имеют минимальную дисперсию), то есть в классе линейных несмещённых оценок оценки МНК-наилучшие. Диагональные элементы этой матрицы — дисперсии оценок коэффициентов — важные параметры качества полученных оценок. Однако рассчитать ковариационную матрицу невозможно, поскольку дисперсия случайных ошибок неизвестна. Можно доказать, что несмещённой и состоятельной (для классической линейной модели) оценкой дисперсии случайных ошибок является величина:
{\displaystyle s^{2}=RSS/(n-k)}.
Подставив данное значение в формулу для ковариационной матрицы, получим оценку ковариационной матрицы. Полученные оценки также являются несмещёнными и состоятельными. Важно также то, что оценка дисперсии ошибок (а значит и дисперсий коэффициентов) и оценки параметров модели являются независимыми случайными величинами, что позволяет получить тестовые статистики для проверки гипотез о коэффициентах модели.
Необходимо отметить, что если классические предположения не выполнены, МНК-оценки параметров не являются наиболее эффективными оценками (оставаясь несмещёнными и состоятельными). Однако ещё более ухудшается оценка ковариационной матрицы: она становится смещённой и несостоятельной. Это означает, что статистические выводы о качестве построенной модели в таком случае могут быть крайне недостоверными. Одним из вариантов решения этой проблемы является применение специальных оценок ковариационной матрицы, которые являются состоятельными при нарушениях классических предположений (стандартные ошибки в форме Уайта и стандартные ошибки в форме Ньюи-Уеста). Другой подход заключается в применении так называемого обобщённого МНК.

## Обобщённый МНК
Метод наименьших квадратов допускает широкое обобщение. Вместо минимизации суммы квадратов остатков можно минимизировать некоторую положительно определённую квадратичную форму от вектора остатков {\displaystyle e^{T}We}, где {\displaystyle W} — некоторая симметрическая положительно определённая весовая матрица. Обычный МНК является частным случаем данного подхода, когда весовая матрица пропорциональна единичной матрице. Как известно, для симметрических матриц (или операторов) существует разложение {\displaystyle W=P^{T}P}. Следовательно, указанный функционал можно представить следующим образом: {\displaystyle e^{T}P^{T}Pe=(Pe)^{T}Pe=e_{*}^{T}e_{*}}, то есть этот функционал можно представить как сумму квадратов некоторых преобразованных «остатков».
Таким образом, можно выделить класс методов наименьших квадратов — LS-методы (Least Squares).
Доказано (теорема Айткена), что для обобщённой линейной регрессионной модели (в которой на ковариационную матрицу случайных ошибок не налагается никаких ограничений) наиболее эффективными (в классе линейных несмещённых оценок) являются оценки т. н. обобщённого МНК (ОМНК, GLS — Generalized Least Squares) — LS-метода с весовой матрицей, равной обратной ковариационной матрице случайных ошибок: {\displaystyle W=V_{\varepsilon }^{-1}}.
Можно показать, что формула ОМНК-оценок параметров линейной модели имеет вид
{\displaystyle {\hat {b}}_{GLS}=(X^{T}V^{-1}X)^{-1}X^{T}V^{-1}y}.
Ковариационная матрица этих оценок соответственно будет равна
{\displaystyle V({\hat {b}}_{GLS})=(X^{T}V^{-1}X)^{-1}}.
Фактически сущность ОМНК заключается в определённом (линейном) преобразовании (P) исходных данных и применении обычного МНК к преобразованным данным. Цель этого преобразования — для преобразованных данных случайные ошибки уже удовлетворяют классическим предположениям.

### Взвешенный МНК
В случае диагональной весовой матрицы (а значит и ковариационной матрицы случайных ошибок) имеем так называемый взвешенный МНК. В данном случае минимизируется взвешенная сумма квадратов остатков модели, то есть каждое наблюдение получает «вес», обратно пропорциональный дисперсии случайной ошибки в данном наблюдении: {\displaystyle e^{T}We=\sum _{t=1}^{n}{\frac {e_{t}^{2}}{\sigma _{t}^{2}}}}. Фактически данные преобразуются взвешиванием наблюдений (делением на величину, пропорциональную предполагаемому стандартному отклонению случайных ошибок), а к взвешенным данным применяется обычный МНК.